# Мабел Москера
Мабел Москера (шп. Mabel Mosquera; Кидбо, 1. јул 1969) је бивша колумбијска дизачица тегова. На Олимпијским играма у Атини освојила је бронзану медаљу у категорији до 53кг. Ово је била друга медаља за Колумбију на Олимпијским играма у дизању тегова. На Панамеричким играма 2003. године освојила је златну медаљу.

## Спољашњи извори
- Мабел Москера на сајту Sports-Reference.com (архивирано)